# Prieuré de Saint-Jean-de-Balmes
Le prieuré de Saint-Jean-de-Balmes est un prieuré situé en France sur la commune de Veyreau, dans le département de l'Aveyron en région Midi-Pyrénées.
L'édifice fait l’objet d'un classement au titre des monuments historiques depuis le 2 octobre 1989.

## Description
Le Prieuré est situé à un ancien carrefour de voies passantes. Son parcours historique est connu, comportant maints événements depuis son origine, mais aussi des anecdotes troublantes.
Le style est roman, plein d'une naïveté rustique touchante, voire d'architecture maladroite, courante dans les débuts du Moyen Âge : On peut penser que le "noyau primitif" est la petite église, car elle semble la plus archaïque. Le petit bâtiment accolé au nord n'est certainement pas une "sacristie", réservées aux grandes cathédrales ultérieures, puis rajoutées systématiquement aux XVIIIe et XIXe siècles. Il doit s'agir d'une petite chapelle latérale où pouvait se trouver un reliquaire, voire une sépulture. 

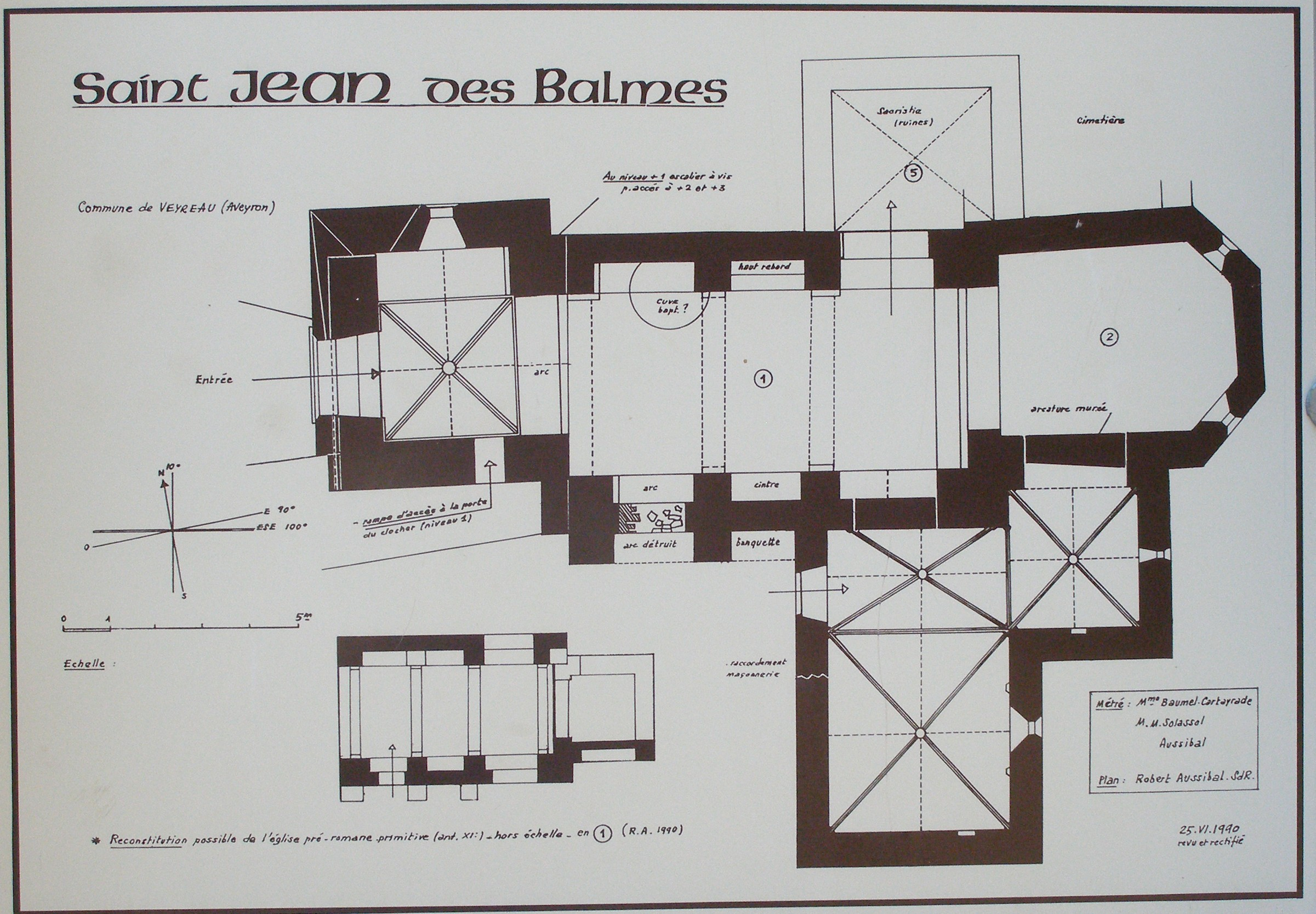
Plan du Prieuré.

La plupart des accès ont été modifiés, et l'entrée par le clocher, au demeurant plus tardif et bien fortifié, ne devait pas exister.
L'ensemble des bâtiments présente une structure en " L", avec un bâtiment d'habitation en retour, ce qui laisse sûrement présumer d'une enceinte fermant le reste formant cour et une ouverture principale.
On peut observer un toit citerne qui récupère l'eau de pluie et qui la dirige vers la citerne qui se trouve dans la cour.

## Localisation
Le prieuré est situé sur la commune de Veyreau, dans le département français de l'Aveyron.
Le Prieuré est situé en lisière de forêt, au bord de la route D29, un panneau signale le monument historique. Il est indiqué sur de nombreuses cartes géographiques. (IGN 2641 OT)

## Historique
Le site de Saint-Jean-des-Balmes a été peuplé pendant des millénaires. Les archéologues ont découvert des vestiges du Néolithique (5000 à 1000 av. J.-C.) et de l'âge de bronze (1000 à 750 av. J.-C.). On a trouvé également des villas gallo-romaines autour de Massebiau et des exploitations de résine autour de La Bartasserie. 
Le lieu se trouvait au croisement de plusieurs voies de communication, notamment la route de Meyrueis à Millau et le chemin de l'Auvergne au Languedoc qui passait par Peyreleau. Malgré son altitude - 960 m - l'endroit est habitable, comportant plusieurs sources, des terres exploitables et des bois. 
À 200m au sud-est de l'église, se trouve le rocher de May (anciennement des Gaches) qui porte des traces de constructions. Il était entouré de maisons qui formaient le hameau ou mas des Balmes (Las Balmas, étym. grottes, cavernes) 
C'est en 1075 qu'on trouve la première mention de l'église de Saint-Jean-des-Balmes. Lors de la création du Prieuré bénédictin de Le Rozier, par l'Abbaye d'Aniane (Hérault), l'évêque de Mende leur céda l'église du Rozier tandis qu'un certain Ugo dit "comtor" leur donnait l'église de Saint-Jean-des-Balmes. 
Par la suite cette église prospéra en devenant le siège de la Paroisse de Veyreau et Saint-André-de-Veyzines. 
Cette situation dura jusqu'au XVIe siècle. Puis le Prieuré de Saint-Jean-des-Balmes fut victime des guerres de Religion et d'un déplacement de population vers Veyreau et Le Maynial. De surcroît, en 1630 le curé de l'église fut assassiné et ce crime souligna l'isolement de l'église. 
Entre 1633 et 1698 il fut décidé de transférer le siège de la paroisse de Saint-Jean-des-Balmes à Veyreau. Une décision qui prit des années mais qui devint effective en 1698. 
L'église fut alors désaffectée et se délabra peu à peu. Vendue comme bien national lors de la Révolution, elle sera sommairement rénovée vers 1899, puis le temps continua son œuvre. Achetée par l'association diocésaine elle fut peu utilisée. Elle connut un semblant de réhabilitation dans les années 60 et 70 quand on relança le pèlerinage annuel de la Saint Jean. 
À partir des années 1980 la commune de Veyreau acheta le bâtiment. Un programme de fouilles et de rénovation fut engagé. Enfin, en 1989, l'église fut officiellement classée Monument Historique.  
Au début des années 1990, la commune et plusieurs associations lancèrent un programme de sauvegarde. L'association REMPARTS réalisa des travaux importants qui aboutirent au monument actuel. 
Quelques grandes dates de l'histoire du Prieuré.
1318: prieuré régulier de l'ordre de saint Benoit, annexe du Prieuré du Rozier, dépendant de l'abbaye d'Aniane.
1630: le 13 septembre le curé Albat est assassiné, son assassin le jette au fond de l'Abenc del Capelan, qui sera appelé depuis l'aven du Curé.
1690-1700: transfert du siège de la paroisse à Veyreau.
1922-1924: la chapelle appartient à l'association diocésaine.
1983-1985: la commune de Veyreau achète la chapelle. Début des travaux archéologiques et des fouilles qui se poursuivent encore.
2001: exposition permanente dans la chapelle de 14 à 19 h, visites commentées.
L'édifice est classé au titre des monuments historiques en 1989.